# Xã Silverdale, Quận Cowley, Kansas
Xã Silverdale (tiếng Anh: Silverdale Township) là một xã thuộc quận Cowley, tiểu bang Kansas, Hoa Kỳ. Năm 2010, dân số của xã này là 354 người.